# Берково
Берково (алб. Berkovë) је насеље у општини Клина на Косову и Метохији.

## Демографија
Насеље има албанску етничку већину.
Број становника на пописима:
- попис становништва 1948. године: 414
- попис становништва 1953. године: 454
- попис становништва 1961. године: 497
- попис становништва 1971. године: 551
- попис становништва 1981. године: 499
- попис становништва 1991. године: 439